# Liste der Kulturdenkmale im Seifersdorfer Tal

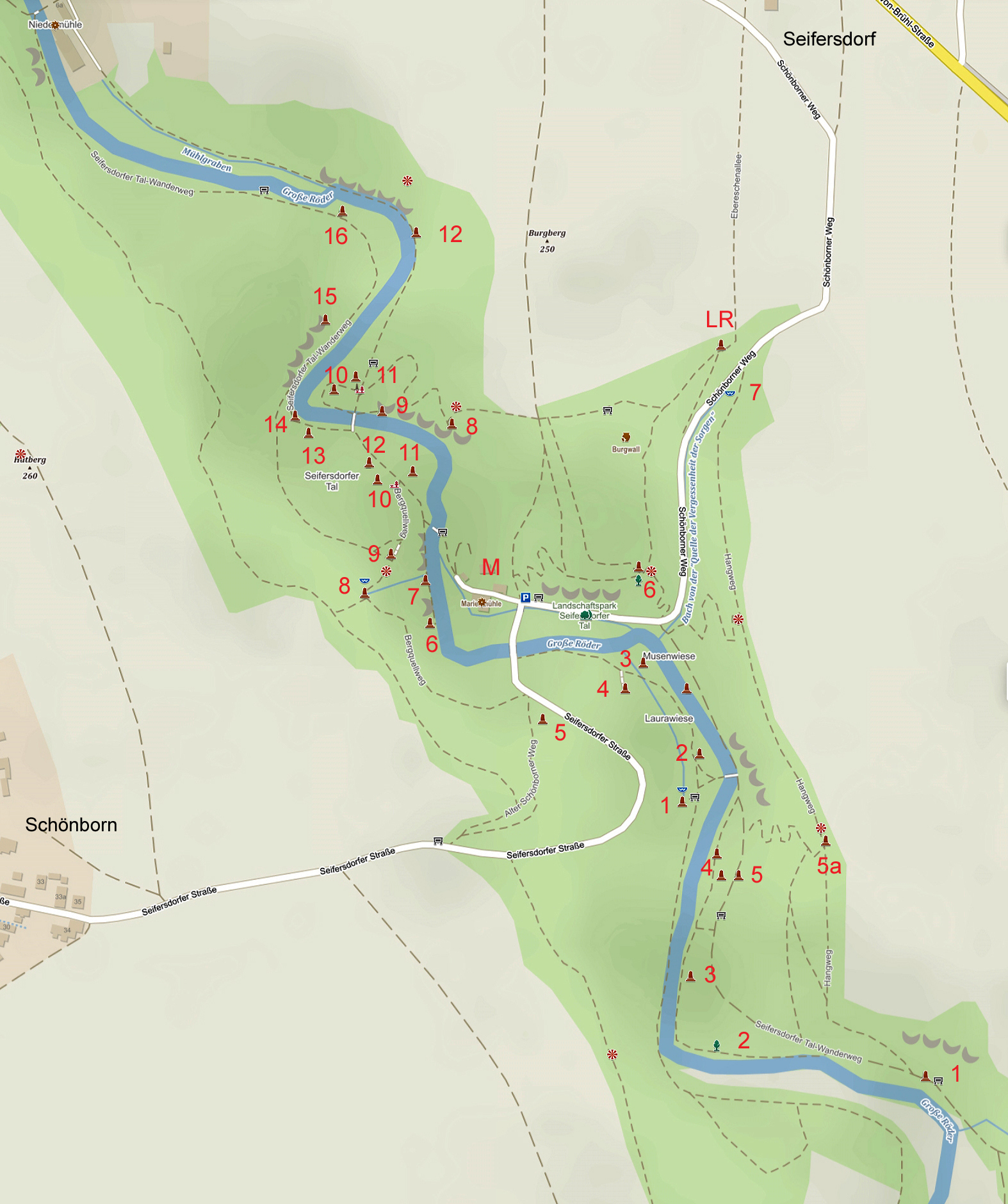
Karte des Seifersdorfer Tals

Die Liste der Kulturdenkmale im Seifersdorfer Tal enthält die Einzeldenkmale und Sachgesamtheitsteile des Landschaftsparks Seifersdorfer Tal, die in der Denkmalliste des Freistaates Sachsen unter der ID-Nr. 09302337 und 09302338 als Sachgesamtheit ausgewiesen sind.
Die Anmerkungen sind zu beachten.
Diese Liste ist eine Teilliste der Liste der Kulturdenkmale in Wachau (Sachsen) und der Liste der Kulturdenkmale in Schönborn (Dresden).

## Legende
- Bild: Bild des Kulturdenkmals, ggf. zusätzlich mit einem Link zu weiteren Fotos des Kulturdenkmals im Medienarchiv Wikimedia Commons. Wenn man auf das Kamerasymbol klickt, können Fotos zu Kulturdenkmalen aus dieser Liste hochgeladen werden:
- Bezeichnung: Denkmalgeschützte Objekte und ggf. Bauwerksname des Kulturdenkmals
- Lage: Straßenname und Hausnummer oder Flurstücknummer des Kulturdenkmals. Die Grundsortierung der Liste erfolgt nach dieser Adresse. Der Link (Karte) führt zu verschiedenen Kartendiensten mit der Position des Kulturdenkmals. Fehlt dieser Link, wurden die Koordinaten noch nicht eingetragen. Sind diese bekannt, können sie über ein Tool mit einer Kartenansicht einfach nachgetragen werden. In dieser Kartenansicht sind Kulturdenkmale ohne Koordinaten mit einem roten bzw. orangen Marker dargestellt und können durch Verschieben auf die richtige Position in der Karte mit Koordinaten versehen werden. Kulturdenkmale ohne Bild sind an einem blauen bzw. roten Marker erkennbar.
- Datierung: Baubeginn, Fertigstellung, Datum der Erstnennung oder grobe zeitliche Einordnung entsprechend des Eintrags in der sächsischen Denkmaldatenbank
- Beschreibung: Kurzcharakteristik des Kulturdenkmals entsprechend des Eintrags in der sächsischen Denkmaldatenbank, ggf. ergänzt durch die dort nur selten veröffentlichten Erfassungstexte oder zusätzliche Informationen
- ID: Vom Landesamt für Denkmalpflege Sachsen vergebene, das Kulturdenkmal eindeutig identifizierende Objekt-Nummer. Der Link führt zum PDF-Denkmaldokument des Landesamtes für Denkmalpflege Sachsen. Bei ehemaligen Kulturdenkmalen können die Objektnummern unbekannt sein und deshalb fehlen bzw. die Links von aus der Datenbank entfernten Objektnummern ins Leere führen. Ein ggf. vorhandenes Icon  führt zu den Angaben des Kulturdenkmals bei Wikidata.

## Kulturdenkmale im Seifersdorfer Tal
Diese Liste enthält alle Einzeldenkmale und Sachgesamtheitsbestandteile, die denkmalpflegerisch zur Sachgesamtheit Landschaftspark Seifersdorfer Tal gehören. Von den einstigen Gartendenkmalen im Park der Empfindsamkeit wie Hütten, Pavillons oder Tempeln sind – wenn überhaupt – nur noch einige Mauerreste vorhanden. Die meisten Skulpturen existieren noch oder wurden erneuert. Die historische Bedeutung  dieser Parkanlage ergibt sich aus dem Denkmaltext des Landesamts für Denkmalpflege Sachsen: „Der Landschaftspark Seifersdorfer Tal ist eine romantische Parklandschaft, die mit ihren Wegeführungen und gestalteten Flächen geschichtlich, künstlerisch und landschaftsgestalterisch bedeutend ist und ein einzigartiges Zeugnis der Gartenarchitektur darstellt.“
| Bild           | Bezeichnung | Lage                                                           | Datierung                           | Beschreibung | ID       |
| -------------- | --- | -------------------------------------------------------------- | ----------------------------------- | --- | -------- |
| Weitere Bilder | Seifersdorfer Tal (Sachgesamtheit)                                                                                                | Seifersdorf, OT von Wachau, im Seifersdorfer Tal (Karte)       | 1781–1795                           | Sachgesamtheit Landschaftspark Seifersdorfer Tal mit folgenden Einzeldenkmalen: 12 Denkmale und drei Brücken über die Röder (Teil nördlich der Röder, Gemarkung Seifersdorf, ID-Nr. 09283820), Mühlengebäude (Marienmühle), Straßenbrücke, Mühlgraben und Wehr (Teil nördlich der Großen Röder, Gemarkung Seifersdorf, Einzeldenkmal ID-Nr. 09283818), drei Gebäude der ehemaligen Niedermühle (Teil nördlich der Röder, Gemarkung Seifersdorf, Einzeldenkmal ID-Nr. 09283819) und 16 Denkmale (Teil südlich der Röder, Gemarkung Schönborn, ID-Nr. 09283805) sowie romantische Parklandschaft mit sämtlichen Wegeführungen und gestalteten Flächen (Gartendenkmal) (Sachgesamtheitsliste Schönborn, OT von Dresden, ID-Nr. 09302338) – geschichtlich, künstlerisch und landschaftsgestalterisch bedeutend, einzigartiges Zeugnis der Gartenarchitektur. | 09302337 |
| Weitere Bilder | 12 Denkmale und drei Brücken über die Röder im Teil nördlich der Röder, Gemarkung Seifersdorf (Einzeldenkmale zu ID-Nr. 09302337) | Seifersdorf, im Seifersdorfer Tal (Karte)                      | 1781–1795                           | Einzeldenkmale der Sachgesamtheit Seifersdorfer Tal – geschichtlich und künstlerisch von Bedeutung. Denkmale am rechten Ufer: 1. Altar der Tugend 2. Linde der Ruhe 3. Ruine der Vergänglichkeit (in Resten) 4. Altar der Wahrheit (Postament mit ovaler Inschrifttafel) 5. Lorenzos Grab 6. Hermannseiche (in Resten) 7. Quelle der Vergessenheit der Sorgen 8. Sonnenuntergangsbank, eine in Mauerwerk eingefasste Sandsteinplatte 9. „Den freundlichen Pflegern des Tales“ 10. Herder-Denkmal mit einer Eisenbüste auf einer Sandsteinsäule 11. Denkmal für den Premierminister Graf Heinrich von Brühl (in Resten) 12. Amor sowie drei Brücken: Lauras Brücke, Brücke an der Marienmühle und Herderbrücke. | 09283820 |
| Weitere Bilder | (1) Altar der Tugend (Einzeldenkmal zu ID-Nr. 09302337)                                                                           | Seifersdorf, im Seifersdorfer Tal (Karte)                      | 1781–1795                           | Einzeldenkmal der Sachgesamtheit Seifersdorfer Tal (im Teil nördlich der Röder) – geschichtlich und künstlerisch von Bedeutung. Anm.: Altar der Tugend und ehem. Tempel dem Andenken guter Menschen. | 09283820 |
| Weitere Bilder | (2) Linde der Ruhe (ehemals mit Sessel der Freundschaft) (Einzeldenkmal zu ID-Nr. 09302337)                                       | Seifersdorf, im Seifersdorfer Tal (Karte)                      | 1781–1795                           | Einzeldenkmal der Sachgesamtheit Seifersdorfer Tal (im Teil nördlich der Röder) – geschichtlich und künstlerisch von Bedeutung. | 09283820 |
| Weitere Bilder | (3) Ruine der Vergänglichkeit (in Resten) (Einzeldenkmal zu ID-Nr. 09302337)                                                      | Seifersdorf, im Seifersdorfer Tal (Karte)                      | 1781–1795                           | Einzeldenkmal der Sachgesamtheit Seifersdorfer Tal (im Teil nördlich der Röder) – geschichtlich und künstlerisch von Bedeutung. | 09283820 |
| Weitere Bilder | (4) Altar der Wahrheit (Postament mit ovaler Inschrifttafel) (Einzeldenkmal zu ID-Nr. 09302337)                                   | Seifersdorf, im Seifersdorfer Tal (Karte)                      | 1781–1795                           | Einzeldenkmal der Sachgesamtheit Seifersdorfer Tal (im Teil nördlich der Röder) – geschichtlich und künstlerisch von Bedeutung. Anm.: Altar der Wahrheit und ehem. Stätte der Versöhnlichkeit. | 09283820 |
| Weitere Bilder | (5) Lorenzos Grab und ehem. Lorenzos Hütte (Einzeldenkmal zu ID-Nr. 09302337)                                                     | Seifersdorf, im Seifersdorfer Tal (Karte)                      | 1781–1795                           | Einzeldenkmal der Sachgesamtheit Seifersdorfer Tal (im Teil nördlich der Röder) – geschichtlich und künstlerisch von Bedeutung. Anm.: Der Name Lorenzo bezieht sich auf den Bettelmönch im Roman Yoricks empfindsame Reise durch Frankreich und Italien von Laurence Sterne. Lorenzos Hütte befand sich weiter oberhalb am Hangweg. | 09283820 |
| Weitere Bilder | (6) Hermannseiche (in Resten) (Einzeldenkmal zu ID-Nr. 09302337)                                                                  | Seifersdorf, im Seifersdorfer Tal (Karte)                      | 1781–1795                           | Einzeldenkmal der Sachgesamtheit Seifersdorfer Tal (im Teil nördlich der Röder) – geschichtlich und künstlerisch von Bedeutung. Anm.: Die Hermannseiche und das Hermannsdenkmal bezieht sich auf ein Gedicht von Klopstock über den historischen Arminius. | 09283820 |
| Weitere Bilder | (7) Quelle der Vergessenheit der Sorgen (Einzeldenkmal zu ID-Nr. 09302337)                                                        | Seifersdorf, im Seifersdorfer Tal (Karte)                      | 1781–1795                           | Einzeldenkmal der Sachgesamtheit Seifersdorfer Tal (im Teil nördlich der Röder) – geschichtlich und künstlerisch von Bedeutung. | 09283820 |
| Weitere Bilder | (8) Sonnenuntergangsbank, eine in Mauerwerk eingefasste Sandsteinplatte (Einzeldenkmal zu ID-Nr. 09302337)                        | Seifersdorf, im Seifersdorfer Tal (Karte)                      | 1830                                | Einzeldenkmal der Sachgesamtheit Seifersdorfer Tal (im Teil nördlich der Röder) – geschichtlich und künstlerisch von Bedeutung. | 09283820 |
| Weitere Bilder | (9) „Den freundlichen Pflegern des Tales“ (Einzeldenkmal zu ID-Nr. 09302337)                                                      | Seifersdorf, im Seifersdorfer Tal (Karte)                      | 1824                                | Einzeldenkmal der Sachgesamtheit Seifersdorfer Tal (im Teil nördlich der Röder) – geschichtlich und künstlerisch von Bedeutung. | 09283820 |
| Weitere Bilder | (10) Herder-Denkmal mit einer Eisenbüste auf einer Sandsteinsäule (Einzeldenkmal zu ID-Nr. 09302337)                              | Seifersdorf, im Seifersdorfer Tal (Karte)                      | 1781–1795                           | Einzeldenkmal der Sachgesamtheit Seifersdorfer Tal (im Teil nördlich der Röder) – geschichtlich und künstlerisch von Bedeutung. | 09283820 |
| Weitere Bilder | (11) Denkmal für den Premierminister Graf Heinrich von Brühl (in Resten) (Einzeldenkmal zu ID-Nr. 09302337)                       | Seifersdorf, im Seifersdorfer Tal (Karte)                      | 1781–1795                           | Einzeldenkmal der Sachgesamtheit Seifersdorfer Tal (im Teil nördlich der Röder) – geschichtlich und künstlerisch von Bedeutung. Vom ursprünglichen Denkmal des Grafen sind nur die vier Gedenktafeln erhalten. | 09283820 |
| Weitere Bilder | (12) Amor (Einzeldenkmal zu ID-Nr. 09302337)                                                                                      | Seifersdorf, im Seifersdorfer Tal (Karte)                      | 1781–1795                           | Einzeldenkmal der Sachgesamtheit Seifersdorfer Tal (im Teil nördlich der Röder) – geschichtlich und künstlerisch von Bedeutung. Ursprünglich stand an dieser Stelle ein Amor-Tempel. | 09283820 |
|                | Gedenkstein Ludwig Richter (Einzeldenkmal zu ID-Nr. 09302337)                                                                     | Seifersdorf, im Seifersdorfer Tal (Karte)                      |                                     | Einzeldenkmal der Sachgesamtheit Seifersdorfer Tal (im Teil nördlich der Röder) – geschichtlich und künstlerisch von Bedeutung. | 09283820 |
| Weitere Bilder | Marienmühle Seifersdorf: Mühlengebäude, Straßenbrücke, Mühlgraben und Wehr (Einzeldenkmale zu ID-Nr. 09302337)                    | Seifersdorf, Schönborner Weg 3 (Karte)                         | 1852 (Mühle); 1817 (bezeichnet mit) | Einzeldenkmale der Sachgesamtheit Seifersdorfer Tal – baugeschichtlich und ortsgeschichtlich von Bedeutung. Brücke mit Schlussstein vor dem Mühlengebäude, bezeichnet mit „CGv.B 1817“. Anm.: CGv.B=Carl Graf von Brühl | 09283818 |
|                | Niedermühle Seifersdorf: Drei Gebäude der ehemaligen Papierfabrik (Einzeldenkmale zu ID-Nr. 09302337)                             | Seifersdorf, Seifersdorfer Tal 6, 6a, 6b (Karte)               | Um 1890                             | Einzeldenkmale der Sachgesamtheit Seifersdorfer Tal; ehemalige Papierfabrik Seifersdorf – baugeschichtlich und ortsgeschichtlich von Bedeutung. | 09283819 |
| Weitere Bilder | Grundmühle Liegau (am Eingang zum Seifersdorfer Tal)                                                                              | Liegau-Augustusbad (OT von Radeberg), Grundmühlenweg 1 (Karte) | 1826                                | Mühlengebäude mit hinterem Anbau, östliches und nordwestliches Nebengebäude sowie Scheune eines Mühlenanwesens; Mühlengebäude (ehem. Gasthaus), bez. im Schlussstein 1826, östliches Nebengebäude Obergeschoss Fachwerk (ehem. Bäckerei), bez. im Korbbogen 1802, nordwestliches Nebengebäude Obergeschoss Fachwerk, verm. alte Knochenmühle, Holzscheune – baugeschichtlich, ortsgeschichtlich und technikgeschichtlich von Bedeutung. | 09275320 |
| Weitere Bilder | Seifersdorfer Tal (Sachgesamtheitsbestandteil)                                                                                    | Schönborn, im Seifersdorfer Tal (Karte)                        | 1781–1795                           | Sachgesamtheitsbestandteil der Sachgesamtheit Landschaftspark Seifersdorfer Tal (ID-Nr. 09302337) mit folgenden Einzeldenkmalen: 16 Denkmale (Teil südlich der Großen Röder, Gemarkung Schönborn, ID-Nr. 09283805) sowie romantische Parklandschaft mit sämtlichen Wegeführungen und gestalteten Flächen (Gartendenkmal) – geschichtlich, künstlerisch und landschaftsgestalterisch bedeutend, einzigartiges Zeugnis der Gartenarchitektur. | 09302338 |
| Weitere Bilder | 16 Denkmale und drei Brücken über die Röder im Teil südlich der Röder, Gemarkung Schönborn (Einzeldenkmale zu ID-Nr. 09302338)    | Schönborn, im Seifersdorfer Tal (Karte)                        | 1781–1795                           | Einzeldenkmale der Sachgesamtheit Seifersdorfer Tal (Sachgesamtheitsliste ID-Nr. 09302338) – geschichtlich und künstlerisch von Bedeutung. Denkmale am linken Ufer: 1. Petrarcas Hütte 2. Lauras Denkmal (Säule) mit Lauras Brücke und Laurawiese 3. Denkmal Leopold von Braunschweig 4. Denkmal Anna Amalia von Sachsen-Weimar und Eisenach 5. Obelisk 6. Steinvase „Der gotischen Freundschaft“ 7. Bergquelle („Schöpfe schweigend“) 8. Denkmal des Vaters der Gräfin (Amphore mit Schlange) 9. Hütte des Pythagoras 10. Denkmal des jungen Grafen Carl von Brühl 11. Gedenkstein Moritz 12. Säule Dem Sänger des Tales 13. Ehem. Hütte der Alpenhirtin 14. Ehem. Bad 15. Stein: „Ach wie schön“ 16. Bildsäule des Pan (verschollen) | 09283805 |
| Weitere Bilder | (1) Petrarcas Hütte mit der Quelle von Vaucluse (Einzeldenkmal zu ID-Nr. 09302338)                                                | Schönborn, im Seifersdorfer Tal (Karte)                        | 1781–1795                           | Einzeldenkmal der Sachgesamtheit Seifersdorfer Tal (im Teil südlich der Röder) – geschichtlich und künstlerisch von Bedeutung. | 09283805 |
| Weitere Bilder | (2) Lauras Denkmal auf der Laurawiese (Einzeldenkmal zu ID-Nr. 09302338)                                                          | Schönborn, im Seifersdorfer Tal (Karte)                        | 1781–1795                           | Einzeldenkmal der Sachgesamtheit Seifersdorfer Tal (im Teil südlich der Röder) – geschichtlich und künstlerisch von Bedeutung. Anm.: Laura war die ideale Frauenfigur in Petrarcas Dichtung. | 09283805 |
| Weitere Bilder | (3) Denkmal Leopold von Braunschweig (Einzeldenkmal zu ID-Nr. 09302338)                                                           | Schönborn, im Seifersdorfer Tal (Karte)                        | 1781–1795                           | Einzeldenkmal der Sachgesamtheit Seifersdorfer Tal (im Teil südlich der Röder) – geschichtlich und künstlerisch von Bedeutung. | 09283805 |
| Weitere Bilder | (4) Denkmal Anna Amalia von Sachsen-Weimar und Eisenach (Einzeldenkmal zu ID-Nr. 09302338)                                        | Schönborn, im Seifersdorfer Tal (Karte)                        | 1781–1795                           | Einzeldenkmal der Sachgesamtheit Seifersdorfer Tal (im Teil südlich der Röder) – geschichtlich und künstlerisch von Bedeutung. | 09283805 |
| Weitere Bilder | (5) Obelisk an der Straße nach Schönborn (Einzeldenkmal zu ID-Nr. 09302338)                                                       | Schönborn, im Seifersdorfer Tal (Karte)                        | 1784                                | Einzeldenkmal der Sachgesamtheit Seifersdorfer Tal (im Teil südlich der Röder) – geschichtlich und künstlerisch von Bedeutung. Anm.: Obelisk mit Inschriften: „Monumentum amoris Christianae com. a Brühl 1784“ (Denkmal der Liebe Christina, Gräfin von Brühl) und „Dem besten Herrn Hanß Moritz Grafen von Brühl gewidmet von den drei Gemeinden Seifersdorf, Ottendorf und Schönborn.“ | 09283805 |
| Weitere Bilder | (6) Steinvase „Der gotischen Freundschaft“ (Einzeldenkmal zu ID-Nr. 09302338)                                                     | Schönborn, im Seifersdorfer Tal (Karte)                        | 1781–1795                           | Einzeldenkmal der Sachgesamtheit Seifersdorfer Tal (im Teil südlich der Röder) – geschichtlich und künstlerisch von Bedeutung. | 09283805 |
| Weitere Bilder | (7) Denkmal des Vaters der Gräfin (Amphore mit Schlange) (Einzeldenkmal zu ID-Nr. 09302338)                                       | Schönborn, im Seifersdorfer Tal (Karte)                        | 1784                                | Einzeldenkmal der Sachgesamtheit Seifersdorfer Tal (im Teil südlich der Röder) – geschichtlich und künstlerisch von Bedeutung. Anm.: Der Vater von Christina von Brühl war Paul Ernst Schleyerweber († 1775). | 09283805 |
| Weitere Bilder | (8) Bergquelle: „Schöpfe schweigend“ (Einzeldenkmal zu ID-Nr. 09302338)                                                           | Schönborn, im Seifersdorfer Tal (Karte)                        | 1781–1795                           | Einzeldenkmal der Sachgesamtheit Seifersdorfer Tal (im Teil südlich der Röder) – geschichtlich und künstlerisch von Bedeutung. | 09283805 |
| Weitere Bilder | (9) Reste der Hütte des Pythagoras (Einzeldenkmal zu ID-Nr. 09302338)                                                             | Schönborn, im Seifersdorfer Tal (Karte)                        | 1781–1795                           | Einzeldenkmal der Sachgesamtheit Seifersdorfer Tal (im Teil südlich der Röder) – geschichtlich und künstlerisch von Bedeutung. | 09283805 |
| Weitere Bilder | (10) Denkmal des jungen Grafen Carl von Brühl (Einzeldenkmal zu ID-Nr. 09302338)                                                  | Schönborn, im Seifersdorfer Tal (Karte)                        | 1791                                | Einzeldenkmal der Sachgesamtheit Seifersdorfer Tal (im Teil südlich der Röder) – geschichtlich und künstlerisch von Bedeutung. Anm.: „Denkmal des jungen Grafen Carl von Brühl, von seinen Eltern zum Geburtstag gewidmet.“ | 09283805 |
| Weitere Bilder | (11) Gedenkstein Moritz auf der Festwiese (Einzeldenkmal zu ID-Nr. 09302338)                                                      | Schönborn, im Seifersdorfer Tal (Karte)                        | 1824 (1833)                         | Einzeldenkmal der Sachgesamtheit Seifersdorfer Tal (im Teil südlich der Röder) – geschichtlich und künstlerisch von Bedeutung. Anm.: Gedenkstein „Moritz und den ländlichen Freuden gewidmet“ auf der Festwiese. Das Denkmal wurde 1824 von Graf Carl von Brühl (1772–1837) und seiner Frau Jenny Johanna von Pourtalès (1795–1884) dem Andenken an Hans Moritz und Christina von Brühl gesetzt. | 09283805 |
| Weitere Bilder | (12) Säule „Dem Sänger des Tales – Naumann“ (Einzeldenkmal zu ID-Nr. 09302338)                                                    | Schönborn, im Seifersdorfer Tal (Karte)                        | 1781–1795                           | Einzeldenkmal der Sachgesamtheit Seifersdorfer Tal (im Teil südlich der Röder) – geschichtlich und künstlerisch von Bedeutung. | 09283805 |
| Weitere Bilder | (13) Ehem. Hütte der Alpenhirtin (Einzeldenkmal zu ID-Nr. 09302338)                                                               | Schönborn, im Seifersdorfer Tal (Karte)                        | 1781–1795                           | Einzeldenkmal der Sachgesamtheit Seifersdorfer Tal (im Teil südlich der Röder) – geschichtlich und künstlerisch von Bedeutung. Anm.: Hütte der Alpenhirtin mit ehem. Grabmal ihres Geliebten Dorestan. Die Alpenhirtin Adelaide bezieht sich auf La Bergère des Alpes von Jean-François Marmontel. | 09283805 |
| Weitere Bilder | (14) Ehem. Bad (Einzeldenkmal zu ID-Nr. 09302338)                                                                                 | Schönborn, im Seifersdorfer Tal (Karte)                        | 1781–1795                           | Einzeldenkmal der Sachgesamtheit Seifersdorfer Tal (im Teil südlich der Röder) – geschichtlich und künstlerisch von Bedeutung. | 09283805 |
| Weitere Bilder | (15) Stein: „Ach wie schön“ (Einzeldenkmal zu ID-Nr. 09302338)                                                                    | Schönborn, im Seifersdorfer Tal (Karte)                        | 1820                                | Einzeldenkmal der Sachgesamtheit Seifersdorfer Tal (im Teil südlich der Röder) – geschichtlich und künstlerisch von Bedeutung. Stein: „Ach wie schön“ (Ausruf der Gemahlin des Grafen Carl, Johanna von Pourtales im Angesicht des schönen Tals) mit der Inschrift: „Für Johanna und Moritz - 1820.“ | 09283805 |
| Weitere Bilder | (16) Bildsäule Pan (verschollen) (Einzeldenkmal zu ID-Nr. 09302338)                                                               | Schönborn, im Seifersdorfer Tal (Karte)                        | 1781–1795                           | Einzeldenkmal der Sachgesamtheit Seifersdorfer Tal (im Teil südlich der Röder) – geschichtlich und künstlerisch von Bedeutung. | 09283805 |

## Ausführliche Denkmaltexte
1. ↑  
Seifersdorfer Tal: Tiefeingeschnittenes, gewundenes Tal der Großen Röder von über 2 km Länge, seit 1781 von Gräfin Christina von Brühl in eine romantische Parklandschaft umgestaltet, die zu einem Anziehungspunkt für die Künstler der Romantik wurde. Das 1792 erschienene Kupferwerk von Wilhelm Gottlieb Becker bildete schon über 40 in der Tallandschaft verstreute Denkmäler ab. Die gestalterischen Eingriffe in die Natur beschränkten sich auf ein Minimum, meist wurden nur Blickachsen frei gelegt. Viele Denkmäler, wie der Nachbau der Hütte des Petrarca mit der Quelle von Vaucluse (wo der Dichter seine Liebeslieder an Laura verfasst haben soll), der Betstuhl des Einsiedlers oder die Hütte der Einsamkeit waren nur aus Holz und Stroh und somit der Vergänglichkeit ausgesetzt. Weitere nicht mehr vorhandene Denkmale waren: Denkmal „Ahndung künftiger Bestimmung“ (Urne mit einem Schmetterling) / Tempel der Musen mit Wielands Büste / Tempel zum guten Moritz / Lorenzos Hütte / Tempel der Wohltätigkeit / Gartenhütte der Alpenhirtin und Dorestans Grabmal.
2. ↑  
Das Seifersdorfer Tal entsprach mit seiner reizvollen kleinräumigen Landschaft und den malerischen Felspartien und Wiesenbereichen entlang des Flusses Große Röder dem Naturideal des ausgehenden 18. Jahrhunderts. Berühmt wurde das Tal jedoch erst durch die Tätigkeit von Hanns Moritz von Brühl  und Christina von Brühl, die als dilettierende Gartenkünstler den Anregungen des großen Gartentheoretikers des 18. Jahrhunderts, Christian Cajus Hirschfeld (1742–1792) folgend, die Schöpfungen der Natur durch Werke der Kunst erhöhten. Sie schufen somit einen der frühesten Landschaftsgärten in Deutschland und überschritten gleichzeitig die Grenzen des Landschaftsgartens, denn das Tal war, wie im „Taschenkalender für Natur- und Gartenfreunde 1795“ bemerkt wurde, „nicht sowohl Garten, als ein verschönerter Wald“, ein „Muster der Veredlung wilder Natur“, wobei aber „die erneute Gartenkunst eigentlich dabei zu Hilfe gerufen worden ist“. Hanns Moritz von Brühl, 1746 als jüngster Sohn des einflussreichen sächsischen Premierministers Heinrich von Brühl geboren, war auf den zahlreichen Gütern seiner Eltern von Kindesbeinen an mit den fortschrittlichsten sächsischen Gartenschöpfungen jener Zeit vertraut. Im Rahmen seiner Ausbildung hatte er aber auch bereits frühzeitig Kontakt zu den Ideen der Aufklärung, beispielsweise durch die lebenslang währende Freundschaft zu dem Dichter Gottlieb Konrad Pfeffel (1736–1809).

Die Niederlage, die Sachsen im Siebenjährigen Krieg erfahren musste, war gleichzeitig auch der finanzielle Ruin der Brühlschen Familie. Das Vermögen wurde nach dem Tod Heinrich von Brühls wegen des Verdachts der Veruntreuung sequestiert, und viele Besitzungen gingen in der Folgezeit verloren. Hanns Moritz musste sich mit dem bescheidenen Gut Seifersdorf begnügen – Brühlscher Besitz seit 1747, in den bis dato jedoch wenig investiert worden war. Da das alte, aus der Renaissance stammende Wasserschloss unbewohnbar war, bezog das Paar – Hanns Moritz hatte 1771 die elsässische Offizierstochter Christina Margarita Schleyerweber geheiratet – das fast ärmlich zu nennende Herrenhaus der Gutsökonomie. Es war eine wenig standesgemäße Behausung – unweit der gräflichen Wohnzimmer scharrten die Hühner im Mist. Doch die Brühls machten aus ihrem bürgerlich-ländlichen Lebensstil, dem Credo der damaligen Zeit gemäß, eine Tugend. So schrieb ein zeitgenössischer Kritiker: „Wodurch sich aber das Ganze von bloßer Empfindsamkeit so vieler anderen unterscheidet ist, dass hier Personen vom Genuss alles dessen, was die glänzenden Auftritte des Lebens in den höheren Ständen darbieten, zum Genuss der Einsamkeit, Unschuld und Einfalt der Natur zurückgekehrt sind, wenn andere das Eine und das Andere nur in der Einbildung genossen haben.“

Trotzdem verwundert es aus heutiger Sicht, dass die Brühls sich nicht zuerst um die Verbesserung ihrer misslichen Wohnverhältnisse bemühten, sondern ihre ganze Energie und ihre sehr beschränkten finanziellen Mittel für die Ausgestaltung eines Tales, das eine Viertelstunde Fußweges entfernt lag, verwendeten. Sie schufen im Bereich der Talwiesen und an den Berghängen über vierzig in sich geschlossene Gartenszenen, die oft durch Sichtbeziehungen verbunden waren. Die Vegetation des Tales, die aufgrund des Holzmangels und anderer Waldbewirtschaftungsformen in jener Zeit wahrscheinlich die Felsen nicht in dem Maße verdeckte wie heute, wurde dabei kaum verändert und nur durch wenige standortfremde Pflanzen im Bereich der Szenen ergänzt. Die Ideen und Entwürfe für die Gestaltung der Anlage dürften wohl weitestgehend auf die Gräfin zurückgehen, wenngleich auch der Graf bei der Ausführung selbst mit Hand anlegte. Zunächst erfolgte die Umsetzung, dem knappen Familienbudget geschuldet, mit einfachsten Mitteln. Tina schrieb 1795: „... um Kosten zu sparen waren sonst beynahe alle Monumente von Holz, die jetzt bis auf einige wenige von Stein sind...“. Die aufgestellten Büsten waren Abgüsse aus der Werkstatt des Weimarer Hofbildhauers Martin Gottlieb Klauer (1742–1801), die später durch Eisengüsse aus Lauchhammer ersetzt wurden.

Die Brühls gestalteten die Anlagen im Tal weniger für die eigene Nutzung, sondern, mit einem zunächst unerschütterlichen aufklärerischen Optimismus, für die ethisch-didaktische Erziehung der Bevölkerung. Das Seifersdorfer Tal, ein beliebtes Ausflugsziel bis in die heutige Zeit, stand allen Bevölkerungsschichten offen. Das Besucherbuch verzeichnet neben den Namen von Fürsten und Grafen auch die oft nur aus drei Kreuzen bestehenden Eintragungen der Bewohner der umliegenden Ortschaften. Unter den Besuchern des Tales finden sich aber auch illustre Namen wie Jean Paul, der das Tal „himmlisch“ fand. Christoph Martin Wieland, Christian Gottlieb und Theodor Körner, Caspar David Friedrich, Johann Gottfried Schadow, Elisa von der Recke oder Zacharias Werner. Stets war es Anliegen der Brühls, Künstler um sich zu scharen und sie zu fördern, besonders im Hinblick auf die Herausbildung einer deutschen Nationalkultur. (Aus: Führer durch das berühmte Seifersdorfer Tal. Berlin 1994, Nachwort von Kathrin Franz.)